# Fluorid xenoničelý
Fluorid xenoničelý je hypotetická anorganická sloučenina s chemickým vzorcem XeF8. Uvádí se, že fluorid xenoničelý je nestabilní i při tlaku dosahujícím 200 GPa.

## Historie
Fluorid xenoničelý byl původně předpovězen v roce 1933 Linusem Paulingem spolu s jinými sloučeninami vzácných plynů, které na rozdíl fluoridů xenonu nemohou být připraveny. Zdá se, že je to způsobeno sterickým stíněním atomů fluoru kolem atomu xenonu. Vědci se jej nadále pokoušejí syntetizovat.

## Potenciální příprava
Vznik fluoridu xenoničelého byl vypočten jako endotermický:
Xe + 4 F2 → XeF8